# 奥尔索·马里奥·科尔比诺
奥尔索·马里奥·科尔比诺（1876年4月30日—1937年1月23日），出生于奥古斯塔，意大利物理学家和政治家。1921年，他担任了意大利教育部长和经济部长。